# Aulnay (Aube)
Aulnay es una comuna francesa situada en el departamento de Aube, en la región de Gran Este.

## Demografía
| 131 | 117 | 109 | 105 | 106 | 118 | 117 |
| Para los censos de 1962 a 1999 la población legal corresponde a la población sin duplicidades (Fuente: INSEE [Consultar]) |     |     |     |     |     |     |